# João Paulo (basquetebolista)
João Paulo de Sousa Lustosa, (Itapecuru-Mirim,5 de dezembro de 1992) é um jogador de basquetebol. Atualmente, joga pelo São José

## Títulos
São José Basketball
- Vice-campeão do NBB: 2011/12
- Jogos Abertos do Interior: 2011
- Jogos Regionais: 2011